# Balthasar Lauwers

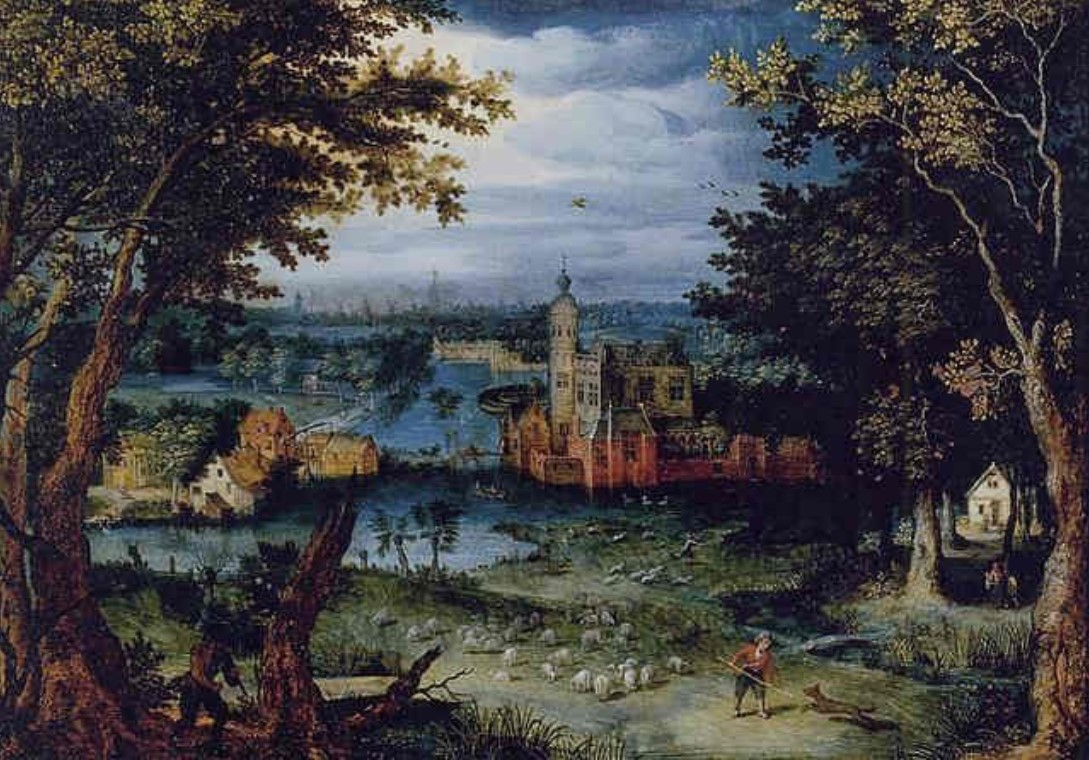
Paisaje boscoso con un jardín floral y un castillo.

Balthasar Lauwers, conocido en Italia como Baldassare Lauri o Baldassare Lauro (Amberes, bautizado el 18 de abril de 1578 - Roma, 4 de agosto de 1645) fue un paisajista flamenco que, tras formarse inicialmente en Amberes, desarrolló una exitosa carrera en Italia, donde trabajó para una clientela de élite. No se conservan muchas de sus obras, ya que trabajó principalmente como pintor de frescos en residencias privadas.

## Vida
Balthasar Lauwers fue bautizado el 18 de abril de 1578 en Amberes. Se matriculó en 1590 con el nombre de Balten Lauwers en el Gremio de San Lucas de Amberes como alumno del pintor Francoys Borsse.

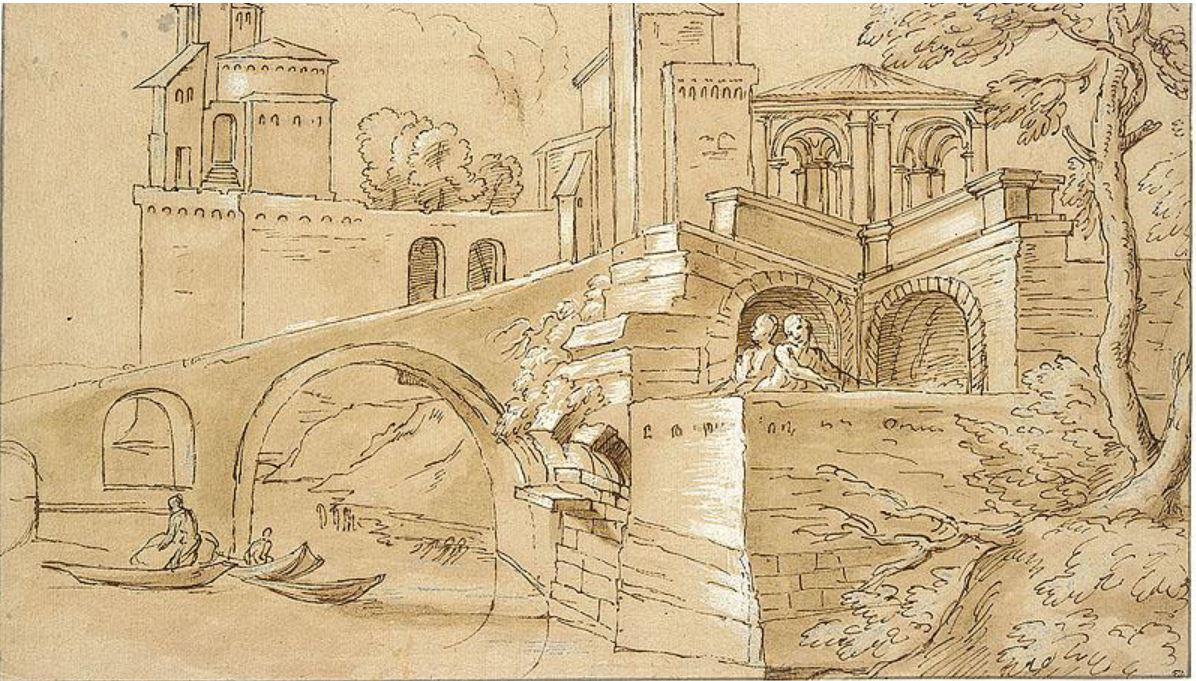
Vista de fantasía con el Ponte Rotto

Lauwers salió de Amberes y viajó a Roma vía Milán y Venecia. Su llegada a Italia debe situarse hacia 1600, cuando aún no había cumplido los veinte años. En Roma fue discípulo, y más tarde ayudante, del destacado paisajista flamenco Paul Bril, que se había establecido en Roma hacia 1582. Gracias a los contactos de Paul Bril en Roma, Lauwers consiguió varios encargos.
Antes de 1603, Balthasar Lauwers se casó con Hélène (Elena) Cousin, hija de Henri Cousin, un orfebre de París y descendiente de una destacada familia de orfebres y artistas franceses, incluidos dos pintores de la Escuela de Fontainebleau.
En 1622 ingresó en la Accademia di San Luca de Roma. En 1634, Lauwers se trasladó a Milán para trabajar por encargo. Según el historiador del arte italiano Filippo Baldinucci, Lauwers fue invitado a Milán por el cardenal Albornoz, entonces gobernador de Milán. Pintó en el Palacio Ducal de Milán frescos de paisajes en algunos pórticos. Lauwers recibió un estipendio mensual del cardenal mientras éste siguió siendo el gobernador de Milán. Lauwers regresó pronto a Roma, donde continuó activo como pintor de paisajes. Realizó numerosos frescos para la familia Sacchetti, en particular en su palacio de Ostia. También trabajó para otras destacadas personalidades de la aristocracia romana y de la alta jerarquía eclesiástica.
El pintor Angelo Caroselli, que había enviudado, se casó en 1642 con su hija Brigitta Lauwers (Lauri). Lauwers formó a sus dos hijos Francesco Lauri y Filippo Lauri en el arte de la pintura. Filippo estudió además con su hermano Francesco y su cuñado Angelo Caroselli.Además de sus hijos, el pintor de arquitectura François de Nomé también fue alumno de Balthasar Lauwers. 
Lauwers murió el 4 de agosto de 1645 en Roma.

## Obra

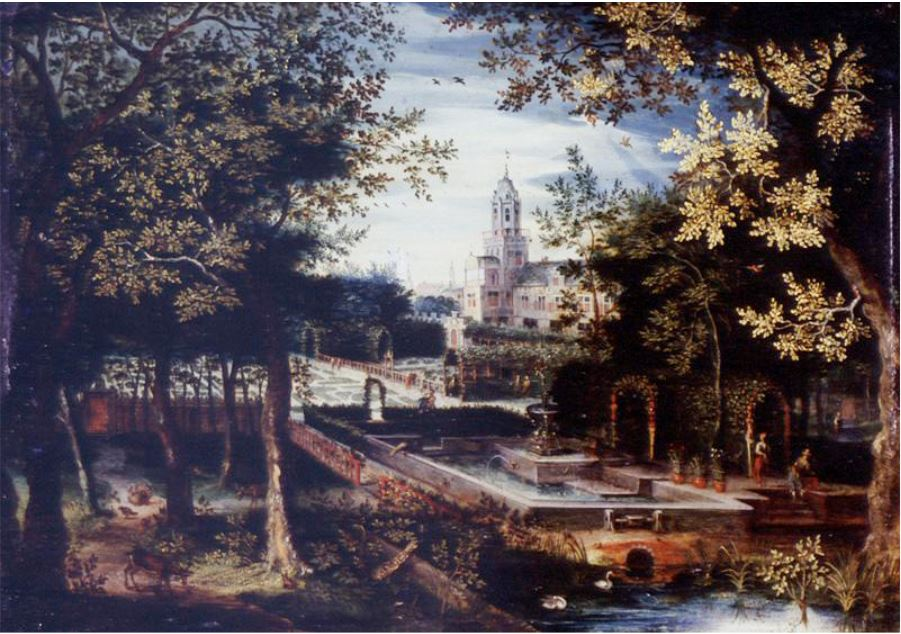
Paisaje boscoso con animales y cazadores.

Balthasar Lauwers trabajó principalmente como paisajista. Trabajó sobre lienzo y cobre, y realizó numerosos frescos en palacios.
Es conocido por sus paisajes que representan paisajes costeros y fluviales poblados de figuras contemporáneas y escenas de caza. Por eso a veces se le denomina también pintor marino. Las fuentes italianas también describen a Lauwers como quadraturista, es decir, pintor de ilusiones arquitectónicas en paredes para "abrirlas" o pinturas de techos italianos. Se sabe que realizó decoraciones murales en muchos palacios.
Su estilo se considera cercano al de Paul Bril, su maestro en Roma.Colaboró en proyectos decorativos con Paul Bril y Agostino Tassi.